# Danny Huston

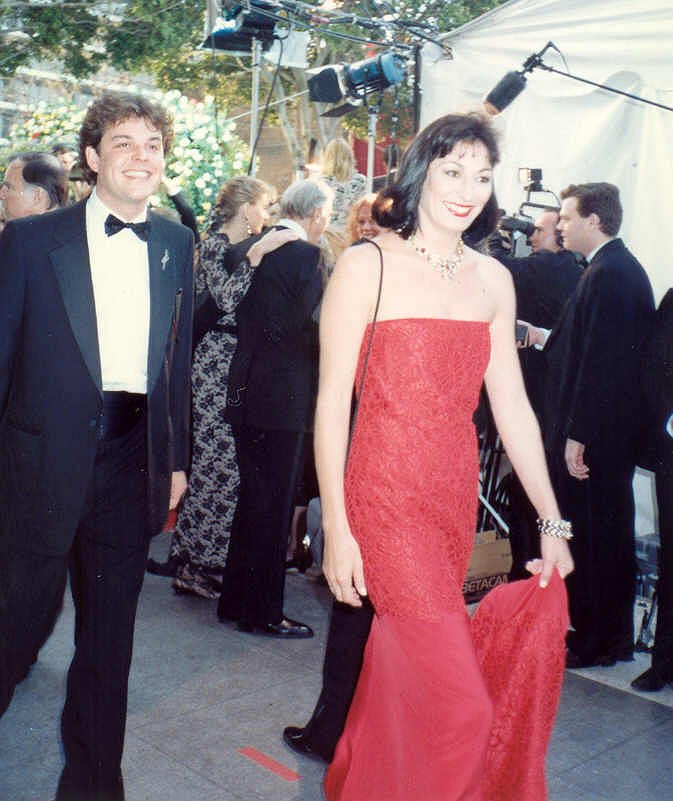
Danny Huston tillsammans med sin halvsyster Anjelica Huston, 1990.

Daniel Sallis "Danny" Huston, född 14 maj 1962 i Rom, Italien, är en amerikansk skådespelare.
Danny Huston är son till John Huston och halvbror till Anjelica Huston.

## Filmografi i urval
- 1997 – Anna Karenina
- 2000 – Timecode
- 2003 – 21 gram
- 2004 – Birth
- 2004 – The Aviator
- 2005 – The Constant Gardener
- 2006 – Children of Men
- 2007 – The Number 23
- 2007 – 30 Days of Night
- 2007 – The Kingdom
- 2008 – Hopplös och hatad av alla
- 2009 – X-Men Origins: Wolverine
- 2010 – Clash of the Titans
- 2012 – Wrath of the Titans
- 2012 – Hitchcock
- 2013 – The Congress
- 2013–2015 – American Horror Story (TV-serie)
- 2014 – Big Eyes
- 2014 – Masters of Sex (TV-serie)
- 2015 – Frankenstein
- 2015 – Pressure
- 2016 – All I See Is You
- 2017 – Wonder Woman
- 2018 – Helan & Halvan
- 2019 – Angel Has Fallen
- 2024 – The Crow